# 유니콘 하우스 : 스타트업 전쟁
《유니콘 하우스 : 스타트업 전쟁》은 2022년 10월 18일부터 디스커버리 채널 코리아에서 방송 중인 스타트업 서바이벌 프로그램이다.

## 개요
2022년 공개 모집으로 진행되며 디스커버리 채널에 편성, 재믹스 스튜디오에서 제작한다. 우승 상금 5,000만원이며, 우승팀은 창업 액셀러레이터의 교육을 받고 투자금을 지원받는다.